# Diagrama h-x

Diagramă h-x:
albastru: umiditatea relativă, în %; roșu: temperatura, în °C; verde: densitatea, în m^{3}/kg; negru, de la stânga sus la dreapta jos: linii izentalpice, unde căldura de vaporizare este aceeași, în kJ/kg de aer uscat; negru, verticale: umiditatea absolută, în kg/kg de aer uscat

În termodinamică diagrama h-x, sau diagrama i-x este folosită pentru a descrie modificările corespunzătoare ale entalpiei în funcție de umiditatea absolută, x, conținută de un amestec de 1 kg aer uscat și x kg (sau g) de apă dintr-un sistem termodinamic. Diagrama corelează entalpia, umiditatea absolută, umiditatea relativă, temperatura și densitatea amestecului, ca urmare, dacă se cunosc două dintre aceste mărimi, celelalte pot fi citite din diagramă direct.
Este o diagramă de tip „Mollier”. Principala sa aplicație este reprezentarea proceselor termodinamice din instalații de climatizare sau de uscare.

## Trasarea diagramei
Diagrama se trasează pentru o anumită presiune atmosferică, de exemplu 1000 mbar. Diagrama este afișată într-un sistem de coordonate oblic. Prin alegerea sistemului de coordonate oblice, precizia citirii pentru zona nesaturată a aerului umed – care este importantă pentru aplicațiile tehnice – este crescută. Pentru a construi diagrama, o diagramă h-x dreptunghiulară este rotită în sensul acelor de ceasornic până când izoterma {\displaystyle t=0} devine orizontală în regiunea nesaturată a aerului umed. Inițial aceasta este la un unghi corespunzător  entalpiei de vaporizare {\displaystyle r_{0}\approx 2500\,}kJ/kg. Unghiul exact rezultă din scalarea axelor {\displaystyle h} și {\displaystyle x} cu relația:
{\displaystyle \left({\frac {dh}{dx}}\right)_{t}=r_{0}.}
Liniile de entalpie masică constantă {\displaystyle h} (izentalpe) merg de la stânga sus la dreapta jos, {\displaystyle h} este încă liniară. Liniile de umiditate absolută {\displaystyle x} constantă sunt verticale.
Axa orizontală, pe care este gradată umiditatea absolută {\displaystyle x} este o axă auxiliară. Prin rotirea axei entalpiei, zona nesaturată este afișată semnificativ mai mare în comparație cu diagrama dreptunghiulară inițială. Acesta este principalul avantaj al reprezentării Mollier.
Entalpia masică {\displaystyle h} este reprezentată pe axa verticală. Temperatura este afișată simultan pe axa verticală, însă cu excepția {\displaystyle t=0} izotermele nu sunt orizontale: la temperaturi pozitive, spre dreapta ele se orientează ușor în sus, iar la temperaturi negative ușor în jos. Strict vorbind, afișarea temperaturii nu este un caroiaj, ci un fascicul de drepte. În diagramă mai este reprezentată umiditatea relativă, {\displaystyle \varphi ,} și, uneori, densitatea aerului umed {\displaystyle \rho _{\text{u}}.} În unele diagrame este afișată de jur împrejur o scală de margine cu raportul dintre variația entalpiei masice și variația umidității absolute, {\displaystyle \Delta h/\Delta x.} Dreptele gradațiilor scării de margine nu sunt paralele, ele formează un fascicul cu polul în punctul zero {\displaystyle t=0,\,x=0.} Cu ajutorul scalei de margine se pot reprezenta simplu pe diagramă schimbările de stare, de exemplu schimbarea stării în timpul umidificării cu abur.
Indicele {\displaystyle 1+x} indică faptul că entalpia aerului umed {\displaystyle H} este suma dintre entalpiile aerului (în germană Luft) uscat {\displaystyle H_{\text{L}}} și a apei (în germană Wasser) {\displaystyle H_{\text{W}}}. Drept valoare de referință se ia masa aerului uscat {\displaystyle m_{\text{L}}.}
{\displaystyle h_{\text{1+x}}={\frac {H}{m_{\text{L}}}}={\frac {H_{\text{L}}+H_{\text{W}}}{m_{\text{L}}}}=h_{\text{L}}+x\,h_{\text{W}}}
unde {\displaystyle x={\frac {m_{\text{W}}}{m_{\text{L}}}}}

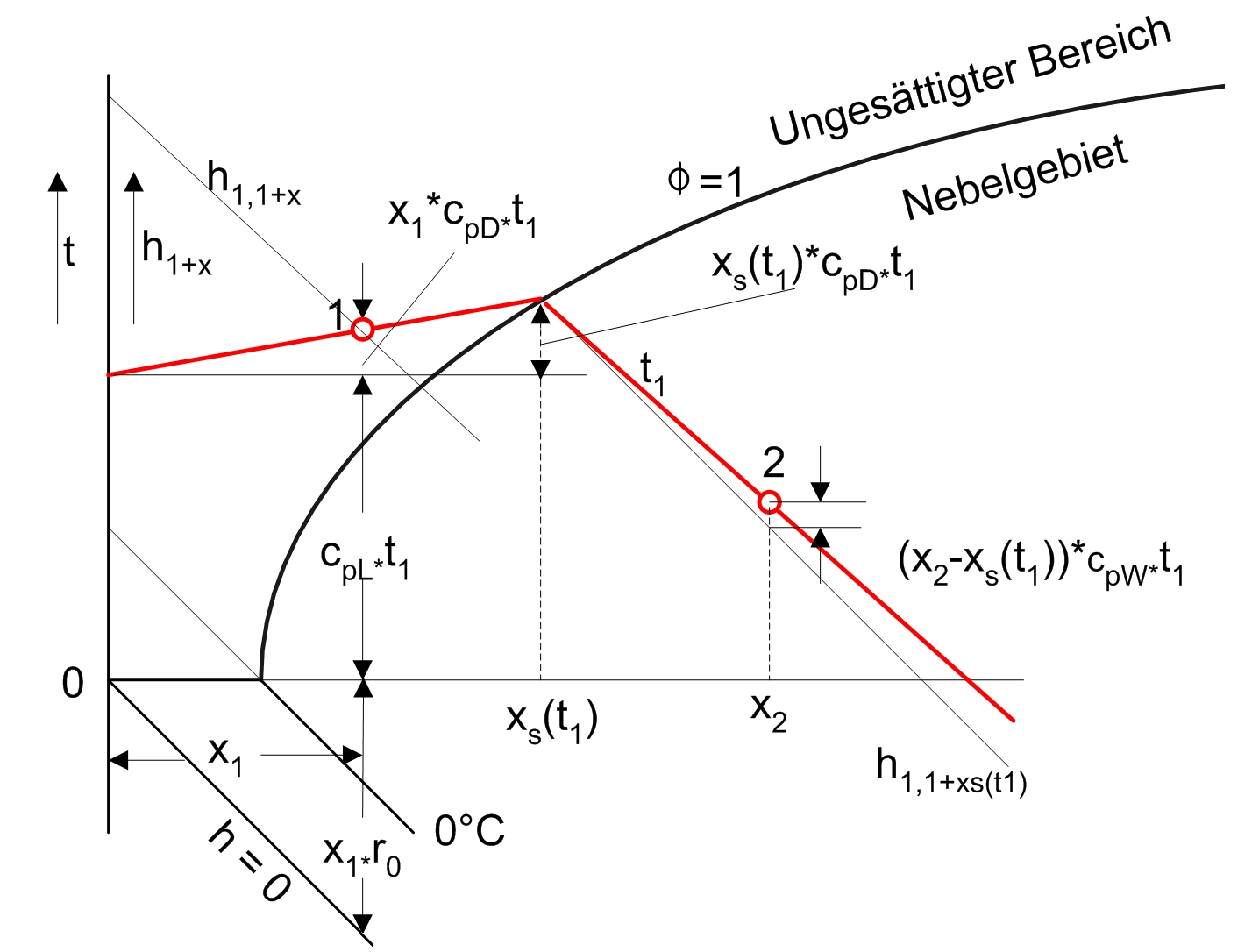
Citirea diagramei h-x. În imagine sunt reprezentate entalpiile a două stări cu aceeași temperatură, aflate pe izoterma desenată cu roșu.
Punctul 1 este în zona aerului umed nesaturat,
Punctul 2 este în zona de aer umed suprasaturat (ceață).
Simbolurile indică: h = entalpia masică, în kJ/kg; s = starea de saturație; t = temperatura, în °C; c = capacitatea termică masică, în kJ/kg•K; x = umiditatea absolută, în g/kg. Indicele p reprezintă presiune constantă (de obicei 1 bar), extensiile indicelui sunt L pentru aer, D pentru vapori de apă (în) și W pentru apă lichidă. este entalpia de vaporizare la 0°C.

Liniile de egală temperatură (izotermele) cresc ușor la temperaturi Celsius pozitive în zona aerului umed nesaturat datorită căldurii vaporilor de apă. La saturație (umiditate relativă φ = 1), liniile se îndoaie în jos deoarece dincolo de conținutul maxim de vapori, apa poate fi conținută în aer doar sub formă de mici picături de apă lichidă (ceață). În zona de ceață, izoterma se abate de la izentalpa care trece prin punctul de saturație datorită micii cantități de căldură a conținutului suplimentar de apă. De regulă, se alege scalarea liniară a ambelor axe. Atunci originea diagramei este la 0°C pentru aer uscat ({\displaystyle x=0}). Dacă diagrama este trasată cu o axă x logaritmică, originea este setată la o valoare x pozitivă mică.
În domeniul aerului umed (nesaturat) sunt trasate curbe de egală umiditate relativă, {\displaystyle \varphi ,} care sunt create printr-o divizare uniformă a porțiunii izoterme respective între {\displaystyle \varphi =0} și {\displaystyle \varphi =1.} Dacă cantitatea de apă x nu se modifică, cu cât aerul devine mai cald umiditatea relativă a aerului scade.
Algoritmi pentru crearea unei diagrame h-x pentru aerul umed, care pot fi folosiți și pentru a crea programe de calcul sau macro-uri pentru starea și valorile materiale ale aerului uscat și umed (capacitate termică masică, conductivitate termică, viscozitate, difuzivitate termică, număr Prandtl) pot fi găsite în literatura de specialitate.

## Recalculare pentru alte presiuni
O anumită diagramă h-x este valabilă numai pentru o anumită presiune totală {\displaystyle p}. La altă presiune pozițiile izotermelor nu se schimbă, dar umiditatea relativă {\displaystyle \varphi } se modifică proporțional cu presiunea totală. Conversia la alte presiuni totale p se face cu relația:
{\displaystyle {\frac {p}{p_{\text{diagr}}}}={\frac {\varphi }{\varphi _{\text{diagr}}}}}
Analog se recalculează densitatea și presiunea parțială a vaporilor de apă.

## Diagrame Mollier
La Conferința de termodinamică din 1923 desfășurată la Los Angeles, s-a decis să denumească, în onoarea lui Richard Mollier, drept „diagramă Mollier” orice diagramă termodinamică care are entalpia reprezentată pe una dintre axele sale. Exemple de diagrame Mollier sunt:
- diagrama h-s,
- diagrama p-h,
- diagrama h-x (pentru aer umed).